# Carta de Neacșu

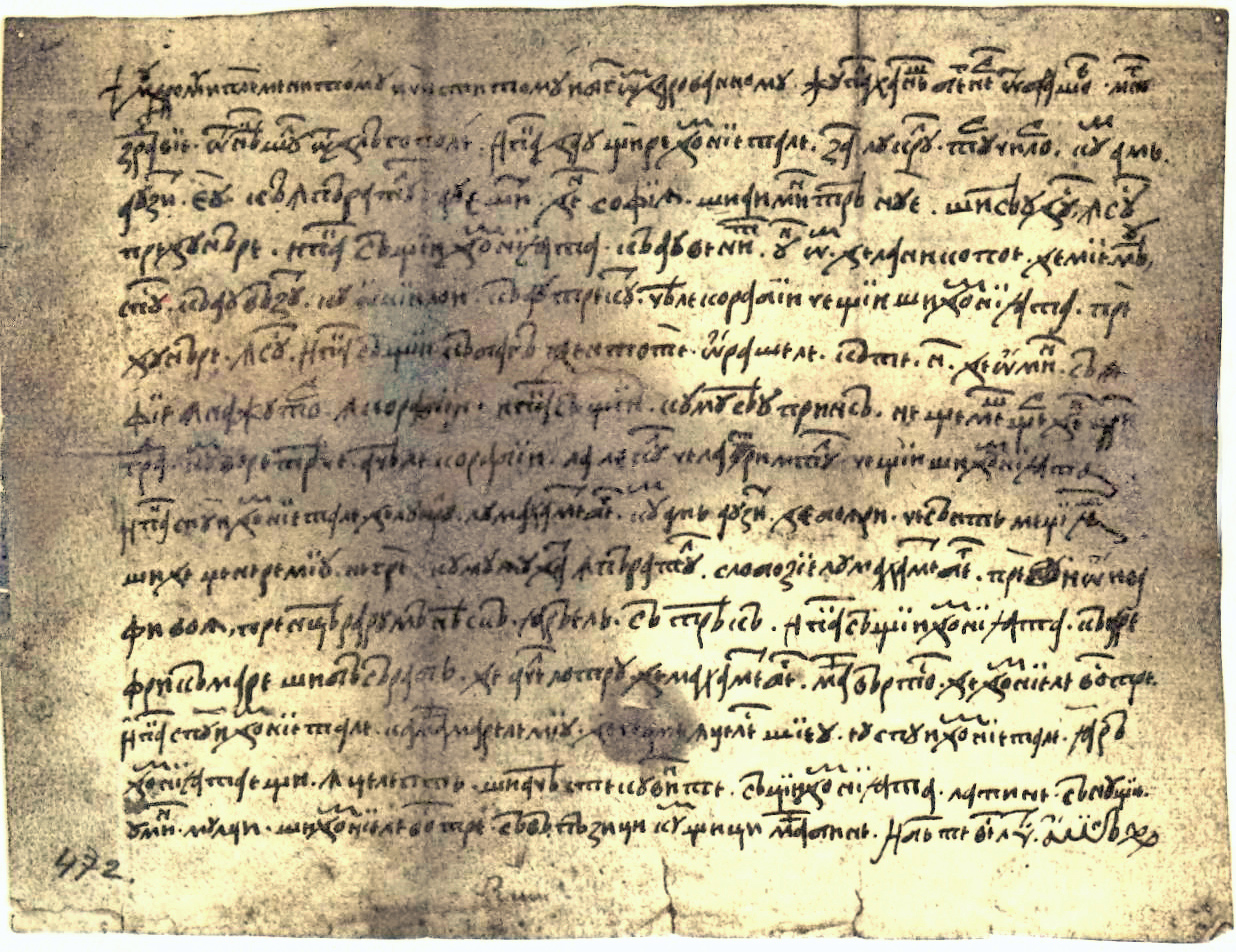
La carta de Neacșu es el documento conocido más antiguo escrito en rumano.

La carta de Neacșu de Câmpulung es el documento conocido más antiguo en lengua rumana. Escrita utilizando el alfabeto cirílico, fue enviada por Neacșu Lupu a Johannes Benkner, de Brașov, Transilvania, para avisarle del inminente ataque del Imperio otomano. Fue descubierta por Nicolae Iorga en los archivos de Brașov, donde continúa en la actualidad. 
Neacșu Lupu fue un mercader valaco del siglo XVI, mencionado por primera vez durante el reinado de Vlad cel Tânăr (1510 - 1512).

## Historia
La carta de Neacșu de Câmpulung a Hans Benkner de Brașov fue probablemente escrita el 29 o el 30 de junio de 1512, en la ciudad de Câmpulung). La fecha no aparece mencionada en la carta, pero puede deducirse de los acontecimientos y las personas que se mencionan en ella. 
El historiador rumano Nicolae Iorga la descubrió a comienzos del siglo XX en los archivos de Brașov.

## Contenido
El texto de la carta está escrito utilizando el alfabeto cirílico y se compone de tres partes. La introducción está en eslavo, y dice así: "Al más sabio y venerable y por Dios dotado maestro Hanas Benkner de Brașov, todo lo mejor, de Neacșu de Câmpulung". 
Tras la introducción, la carta está escrita en antiguo rumano, que es muy similar al utilizado actualmente. El lingüista Aurel Nicolescu afirmó que no menos de 175 palabras de las 190 que aparecen en la carta son de origen latino, sin contar las palabras repetidas ni los nombres propios. Aparecen formas incorrectas de algunas palabras debido a la dificultad de representar algunos sonidos rumanos como ă e î utilizando el alfabeto cirílico.
La carta de Neacșu Lupu contenía un secreto de gran importancia, porque avisa a Benkner sobre la invasión otomana de Transilvania y Valaquia, que estaba preparándose al sur del Danubio. 
Hay en la carta varias expresiones eslavas, como "i pak", que tiene un significado similar al latín "idem", pero se utiliza también para marcar el inicio de una nueva frase, ya que no se emplean en el texto signos de puntuación. Otra palabra eslava es "za", que significa "acerca de". 
La carta finaliza con otra frase en eslavo: "Y que Dios traiga la felicidad sobre ti. Amén."